# 線上仲介商
線上仲介商（Online Broker），此種經營模式，其主要是代表其客戶搜尋適當的交易對象，並協助其完成交易。主要包括線上的證券交易商、汽車仲介商、人力仲介商，其主要收益來源為佣金收入、廣告收入等。